# Tabanus cambodianus
Tabanus cambodianus es una especie de díptero de la familia  de los tabánidos. Es un insecto endémico de Camboya